# Егесин
Егесин (њем. Eggesin) град је у њемачкој савезној држави Мекленбург-Западна Померанија. Једно је од 54 општинска средишта округа Икер-Рандов. Према процјени из 2010. у граду је живјело 5.281 становника. Посједује регионалну шифру (AGS) 13062012.

## Географски и демографски подаци
Егесин се налази у савезној држави Мекленбург-Западна Померанија у округу Икер-Рандов. Град се налази на надморској висини од 8 метара. Површина општине износи 88,0 km². У самом граду је, према процјени из 2010. године, живјело 5.281 становника. Просјечна густина становништва износи 60 становника/km².

## Међународна сарадња
| Мјесто | Држава | Врста сарадње | Од    |
| ------ | ------ | ------------- | ----- |
|        | Пољска | партнерство   | 1972. |
| Извор  |        |               |       |